# سالفاتوري روسي
سالفاتوري روسي (بالإيطالية: Salvatore Rossi)‏ هو مصرفي واقتصادي وسياسي إيطالي، ولد في 6 يناير 1949 في باري في إيطاليا.